# المعهد العالي للبيولوجيا التطبيقية بمدنين
 المعهد العالي للبيولوجيا التطبيقية بمدنين هو إحدى المؤسسات العليا التابعة لجامعة قابس.

## أرقام
طبقا لأرقام السنة الدراسية 2007-2008 يدرس بها 321 طالبا من بينهم 270 طالبة.

## الإدارة
- المدير: الحبيب خميرة
- الكاتب العام: محمد العباسي